# Танагра червонодзьоба
Танагра червонодзьоба (Lamprospiza melanoleuca) — вид горобцеподібних птахів родини Mitrospingidae.

## Поширення
Танагра червонодзьоба мешкає в амазонському дощовому лісі на території Бразилії, Болівії, Французької Гвіани, Гаяни, Перу і Суринаму.

## Опис
Птах завдовжки 17 см та вагою 34 г. Спина, голова, горло, крила та хвіст чорні. Груди та черево білі. Дзьоб червоний. Самиця відрізняється сірою потилицею.

## Спосіб життя
Мешкає під пологом дощових лісів. Трапляється зграями по 3-6 особин. Годується в змішаних зграях фруктами і ягодами, інколи комахами.